# ألف كيم
ألف كيم (بالنرويجية البوكمول: Alf Bøe)‏ هو مؤرخ الفن نرويجي، ولد في 8 سبتمبر 1927، وتوفي في 8 يونيو 2010.